# Барабаш, Виталий Геннадьевич
Вита́лий Генна́дьевич Бараба́ш (род. 9 февраля 1973, Усолье-Сибирское, Иркутская область) — российский хоккеист.

## Биография
Виталий Геннадьевич Барабаш родился 9 февраля 1973 года в городе Усолье-Сибирское Иркутской области.
Воспитанник хоккейной школы Усолья-Сибирского, первый тренер Г. Барабаш. Игровую карьеру начал в 1990 году в ангарском клубе «Ермак», который в сезонах 1987/1988 и 1989/1990 играл в Высшей лиге чемпионата СССР. В 1993—1995 годы играл в составе клубов Межнациональной хоккейной лиги — омском «Авангарде» и ярославском «Торпедо» (большую часть сезона был направлен в молодёжное «Торпедо-2»).
В сезоне 1995/1996 был в составе кирово-чепецкой «Олимпии», затем на 3 года уехал в Швецию, где играл в клубах третьего по уровню Дивизиона-2.
Вернувшись в 1999 году в Россию, вошёл в состав выступавшего в Суперлиге ХК «Липецк», затем играл в клубах первой и высшей лиги — «Липецк-2», заволжском «Моторе» и пензенском «Дизеле».
В сезоне 2001/2002 вернулся в шведский клуб «Худиксвалль», который поднялся до второго по значению Дивизиона-1 национального чемпионата.
Закончил игровую карьеру в своём первом клубе — ангарском «Ермаке».
В 2008/2009 году был играющим тренером ХК «Ермак-2», г. Ангарск.
В 2013/2014 году совмещал работу директором ДЮСШ «Ермак» и начальником хоккейной команды «Ермак» г. Ангарск.